# イザベラ・デステの肖像 (ティツィアーノ)
『イザベラ・デステの肖像』（イザベラ・デステのしょうぞう、伊: Ritratto di Isabella d'Este, 独: Porträt von Isabella d'Este, 英: Portrait of Isabella d'Este）あるいは『黒衣のイザベラ』（英: Isabella in Black）は、ルネサンス期のヴェネツィア派の巨匠ティツィアーノ・ヴェチェッリオが1534年から1536年頃に制作した肖像画である。油彩。ルネサンス最大の女性政治家であり芸術の後援者であったマントヴァ侯爵夫人イザベラ・デステを描いた作品と考えられている。かつては2つのバージョンが存在し、1530年頃に第1のバージョンである赤い服を着たイザベラ・デステの肖像画が制作された。この作品は現存しておらず、数年後に制作された第2のバージョン（本作品）のみ現存している。現在はウィーンの美術史美術館に所蔵されている。また同美術館にピーテル・パウル・ルーベンスが模写した第1のバージョンの複製が所蔵されている。

## 人物
イザベラ・デステは1474年にフェッラーラとモデナの公爵エルコレ1世・デステとナポリ王女アラゴンのエレオノーラとの間に生まれた。洗練されたフェッラーラの宮廷で成長したイザベラはイタリア・ルネサンスの高度な宮廷文化を身に着け、1490年に16歳という若さでマントヴァ侯爵フランチェスコ2世・ゴンザーガと結婚し、のちのウルビーノ公爵夫人エレオノーラやマントヴァ公爵フェデリーコ2世など2男5女を生んだ。マントヴァ宮廷においては芸術的関心を発揮し、ドゥカーレ宮殿の装飾に参画した。またピエトロ・ベンボ、バルダッサーレ・カスティリオーネ、ルドヴィーコ・アリオストといった人文主義者や詩人を宮廷に集めた。こうした活動の中でとりわけ有名なのは自身の書斎の室内装飾であり、宮廷画家アンドレア・マンテーニャをはじめとする多くの画家に発注した絵画や、収集した古代の美術品のコレクションを収蔵した。イザベラはまた政治的手腕に優れ、夫が不在の間マントヴァを守り、夫が死去したのちはフェデリコ2世を支えた。1530年にカール5世がボローニャで戴冠した際には出席した。1539年に65歳で死去。

## 制作経緯
1534年、当時60歳であったイザベラ・デステは、フランチェスコ・フランチャが描いた自身の肖像画に基づいて、新しい肖像画を描くようティツィアーノに依頼した。フランチェスコ・フランチャの肖像画は20年以上も前の1511年に制作された作品で、口述による説明と第三者の素描に基づいて、イザベラを実際に見ることなく描かれた。またフランチェスコ・フランチャが用いた素描は、さらに10年以上前の1499年から1500年頃に、万能の芸術家レオナルド・ダ・ヴィンチが描いたものと考えられている。このフランチェスコ・フランチャの肖像画は現在は失われたと考えられている。イザベラは明らかに実年齢の容姿で描かれることを望んでおらず、かつての若く美しい姿で描かれることを望んでいた。ティツィアーノは本作品以前に実年齢のイザベラ・デステを描いた肖像画を制作したが、おそらくイザベラ本人は喜ばず、改めて本作品の制作が依頼された。

イザベラ・デステのその他の肖像画
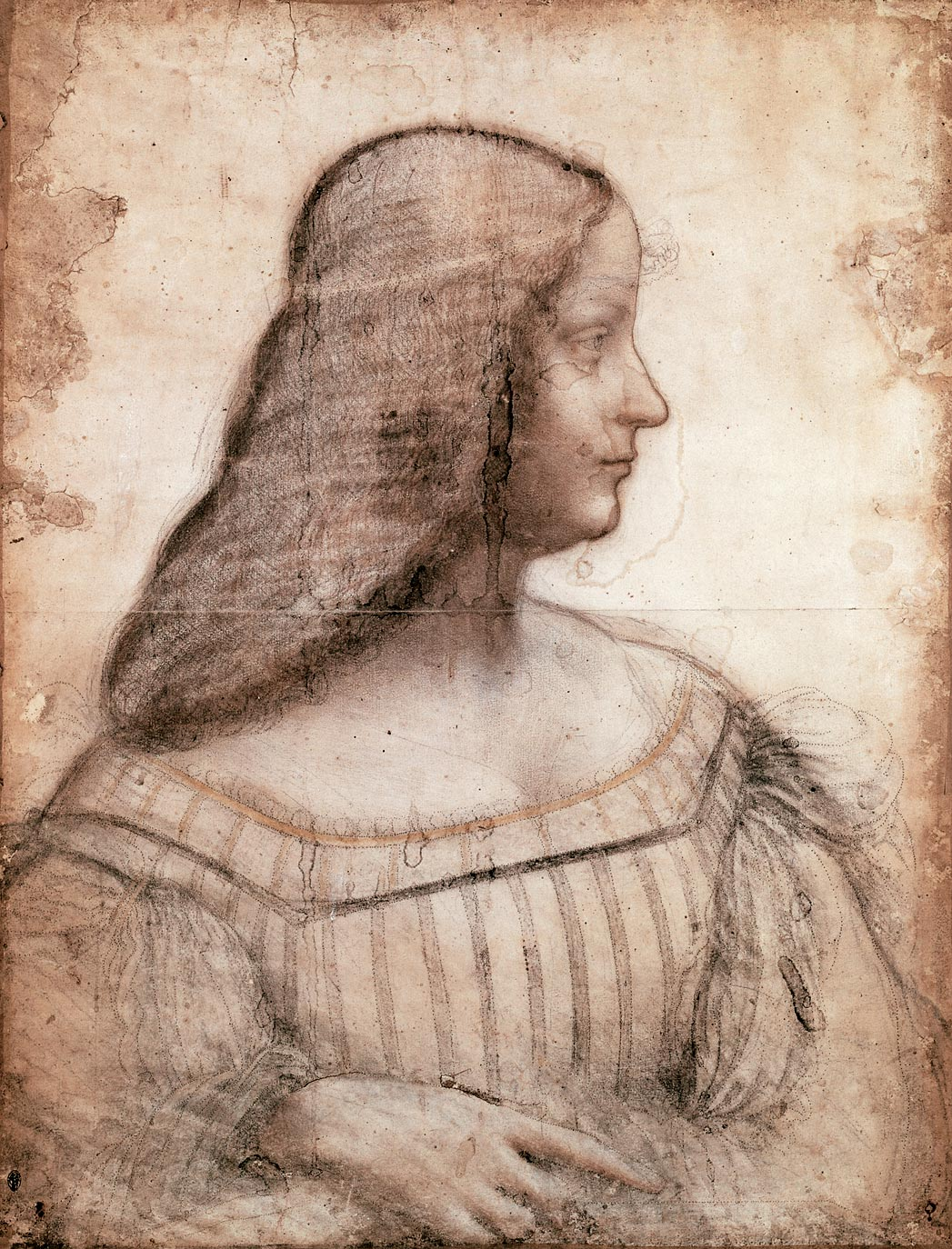
レオナルド・ダ・ヴィンチ『イザベラ・デステの肖像』1499年-1500年頃 ルーヴル美術館所蔵
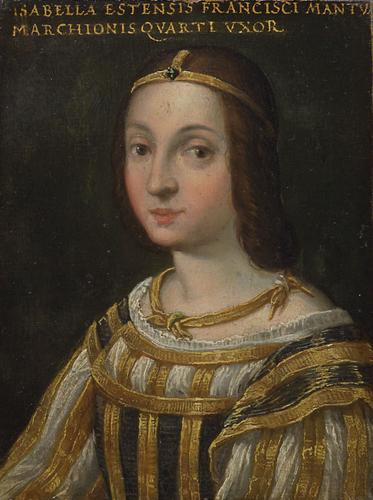
作者不明『イザベラ・デステの肖像』16世紀
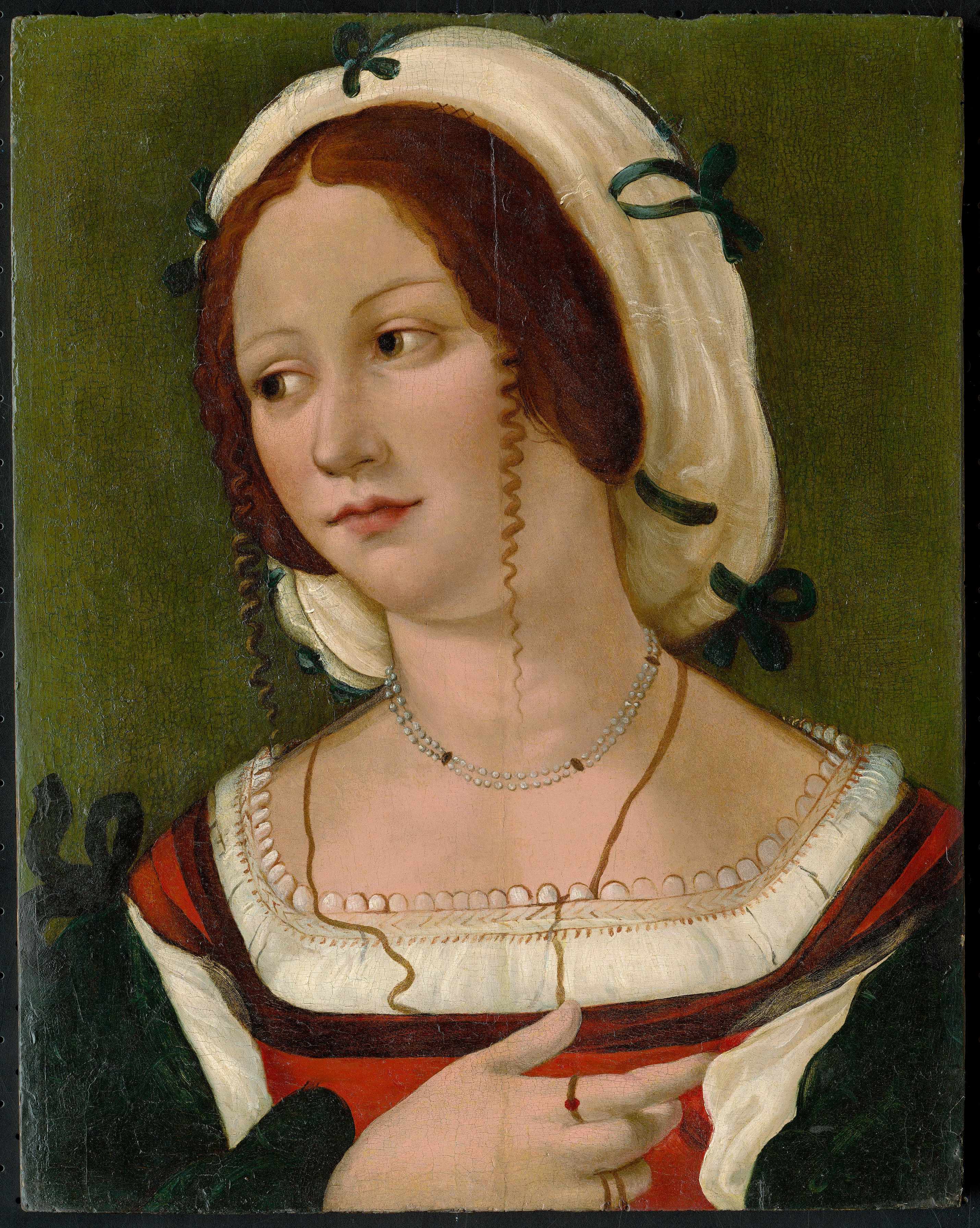
フランチェスコ・フランチャ『イザベラ・デステの肖像』（推定） 1511年
ピーテル・パウル・ルーベンス『イザベラ・デステの肖像』1605年頃 美術史美術館所蔵

## 作品

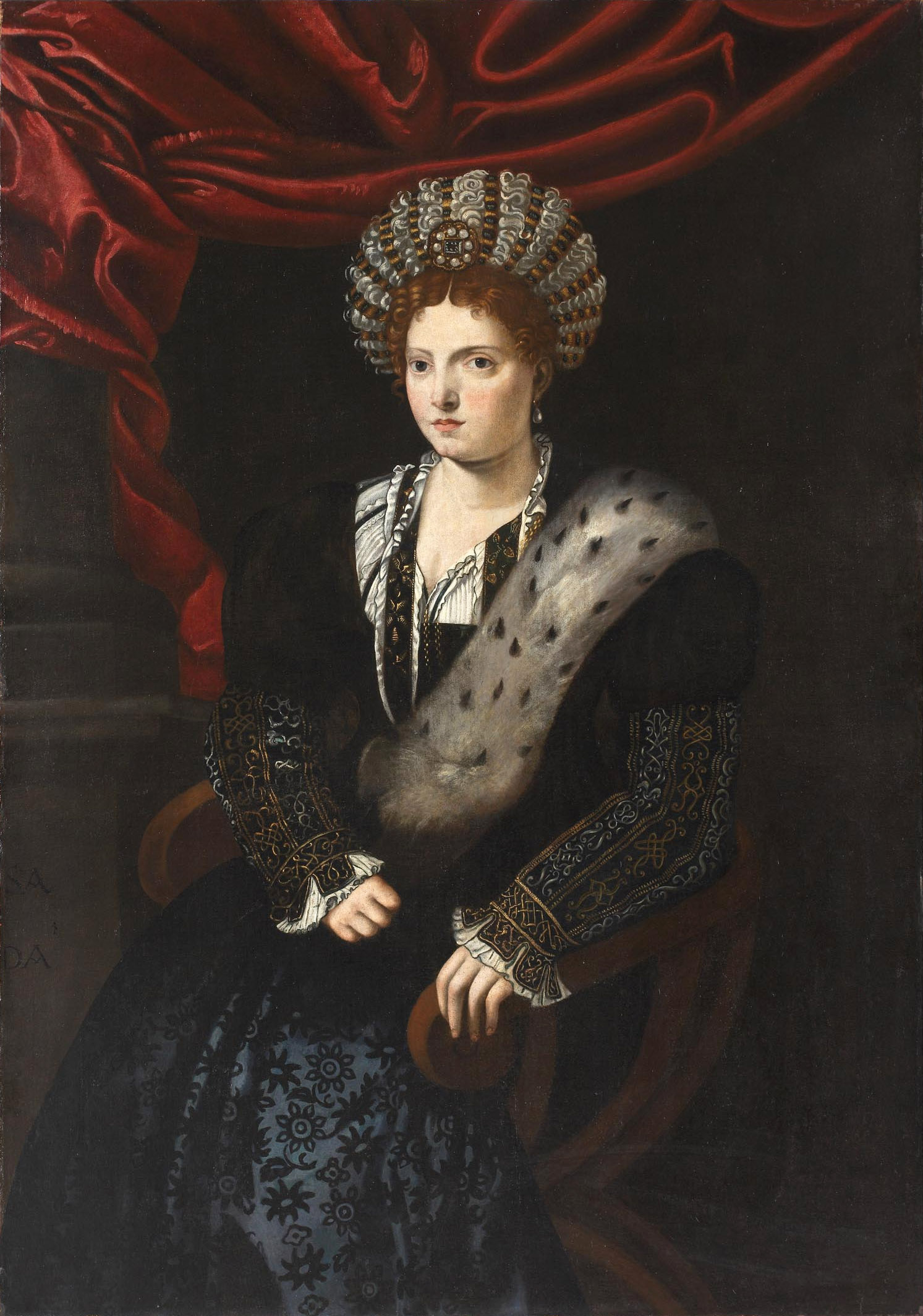
本作品の複製。1610年から1630年頃。ドゥカーレ宮殿所蔵。

ティツィアーノは暗い背景の前で肘掛け椅子に座った若い女性の半身像を描いている。彼女はやや画面左を見つめている。髪は明るい金髪の巻き毛で、瞳は珍しい明灰色をしており、眉毛は平らで、鼻は低く尖っている。ティツィアーノは全体的に理想美を追求することなく描いている。彼女が頭に被っているバルツォはイザベラ・デステが発案したファッションであり、そのプロトタイプは1509年以前にさかのぼり、1530年代に北イタリアで広く普及した。彼女の服は暗色で、袖は緑の模様が入り、金色の装飾が施されたシャツとオオヤマネコと思われる毛皮を身に着ている。
1536年に完成した肖像画について、イザベラは同年の手紙の中で「ティツィアーノの肖像画はあまりにも心地よく描かれているので、彼が描いた年齢の私がこのような美しさを本当に持っていたのかと疑うほどです」と述べた。
一般的に画面の両端は切り落とされたと考えられている。

### モデルの同定

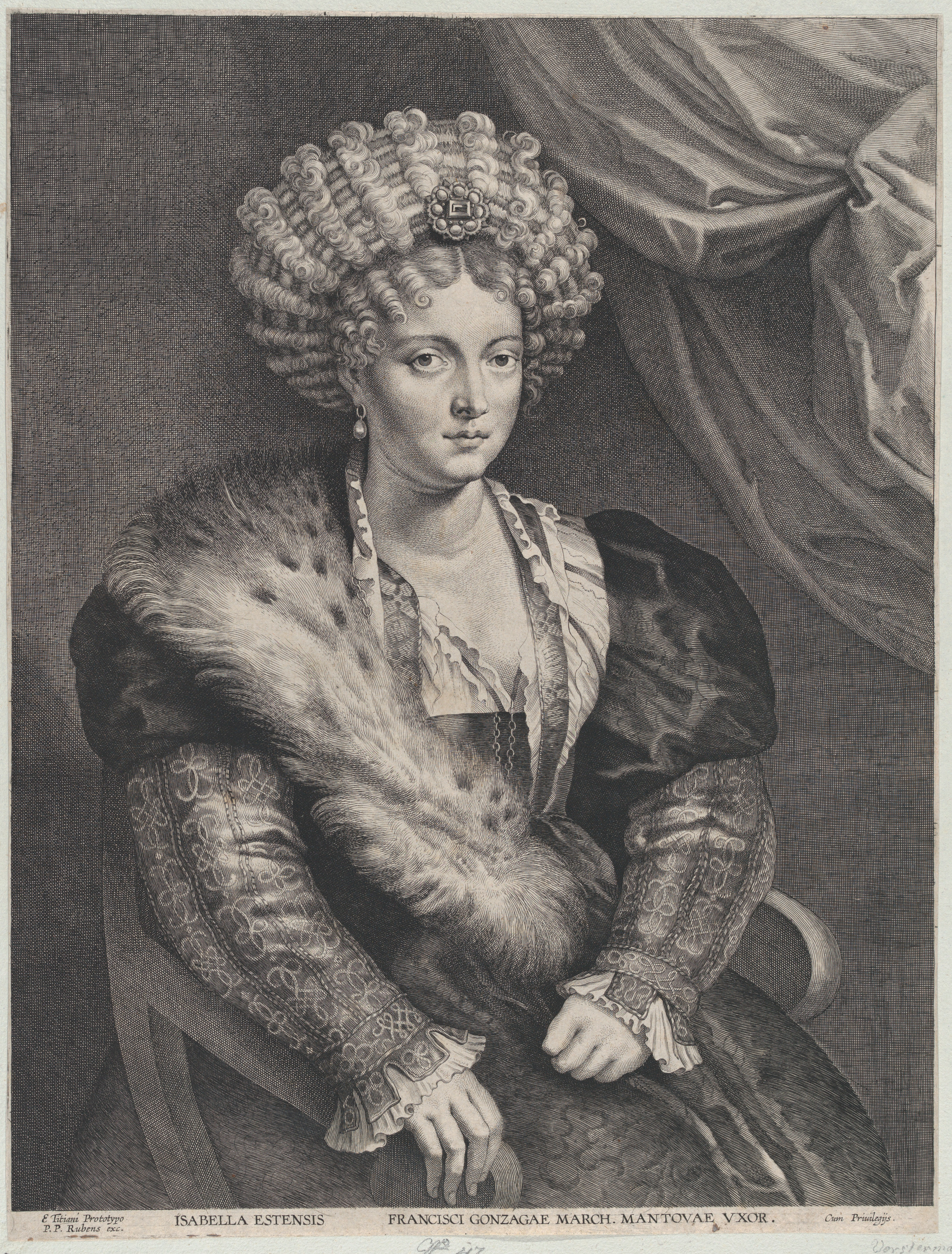
ルーベンスの複製に基づくルカス・フォルステルマンのエングレーヴィング。1620年から1630年。

17世紀に版画家ルカス・フォルステルマンは本作品のエングレーヴィングを制作した際に、ラテン語で「ティツィアーノに基づいてピーテル・パウル・ルーベンスが描いた、マントヴァ侯爵フランチェスコ・ゴンザーガの夫人イザベラ・デステ」（E Titiani prototypo P. P. Rubens exc. Isabella Estensis Francisisci Gonzagae March. Matovae uxor）と記した。この碑文は後代のものであるため不確実であるが、イタリアの美術評論家ジョヴァンニ・バティスタ・カヴァルカゼルはこれに基づいて、手紙に記されている60歳のイザベラ・デステの発注で制作された肖像画であると見なした。しかし1930年代に美術史家ヴィルヘルム・ズイダとレアンドロ・オッツォーラ（Leandro Ozzola）は、イザベラ・デステを理想化して描いた作品としてこの命名に反対した。したがって、研究者たちに認められているのは帰属と制作年代だけである。
モデルの同定は不確実であるにもかかわらず、本作品はイザベラ・デステの最も有名な肖像画として無批判に流布されている。おそらくティツィアーノによるオリジナル作品だからであろう。イザベラ・デステは「プリマドンナ・デル・モンド」そして貴族たちが彼女の服装を模倣する許可を求めるほどのファッションアイコンとして有名だった。彼女の死後、ベルナルディーノ・ルイーニやジュリオ・ロマーノ、パリス・ボルドーネといった、バルツォとともに描かれた肖像画はイザベラ・デステを描いた作品であると特定（または宣伝）された。しかしこれらの作品は前世紀末に人相学的な矛盾からイザベラの肖像画であることが否定されている。例外は美術史美術館に所蔵されている3点の肖像画、制作者名が伝わっていない16世紀の『アンブラスのミニアチュール』、1524年から1530年頃のティツィアーノのオリジナルが失われたルーベンスによる1606年頃の複製『赤いドレスを着たイザベラ』、そして1536年にティツィアーノによって制作された本作品であるが、依然として矛盾している。

## 来歴
もともとマントヴァのゴンザーガ・コレクションにあった肖像画は、その後オーストリアの大公レオポルト・ヴィルヘルム・フォン・エスターライヒの手に渡り、1659年の目録に「キプロスの女王」カタリーナ・コルナーロとして記載されている。

## ギャラリー
かつてイザベラ・デステの肖像画とされた作品

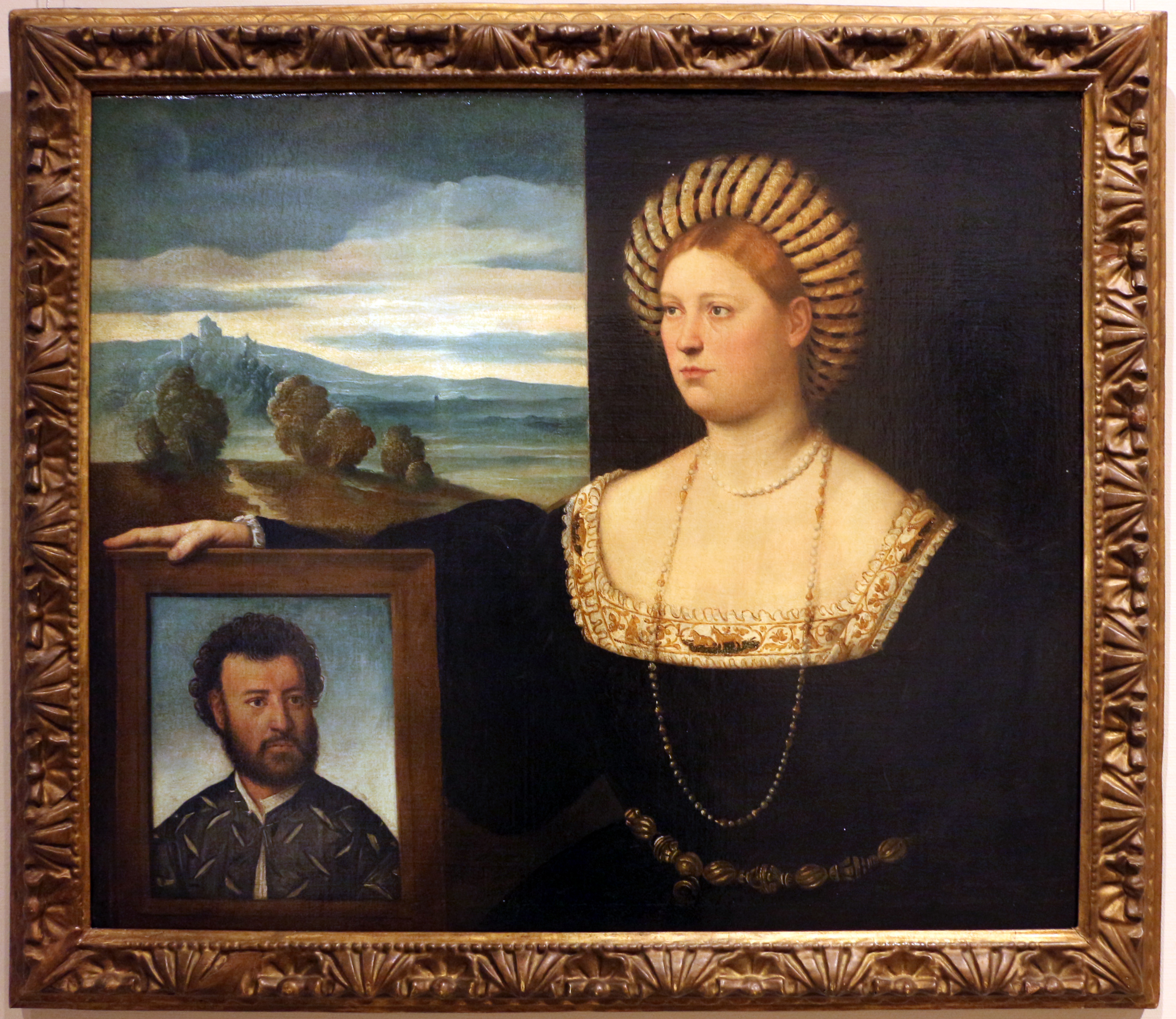
ベルナルディーノ・ルイーニ『故人の肖像画を抱く女性の肖像』1525年から1528年の間 スフォルツァ城絵画館（英語版）所蔵
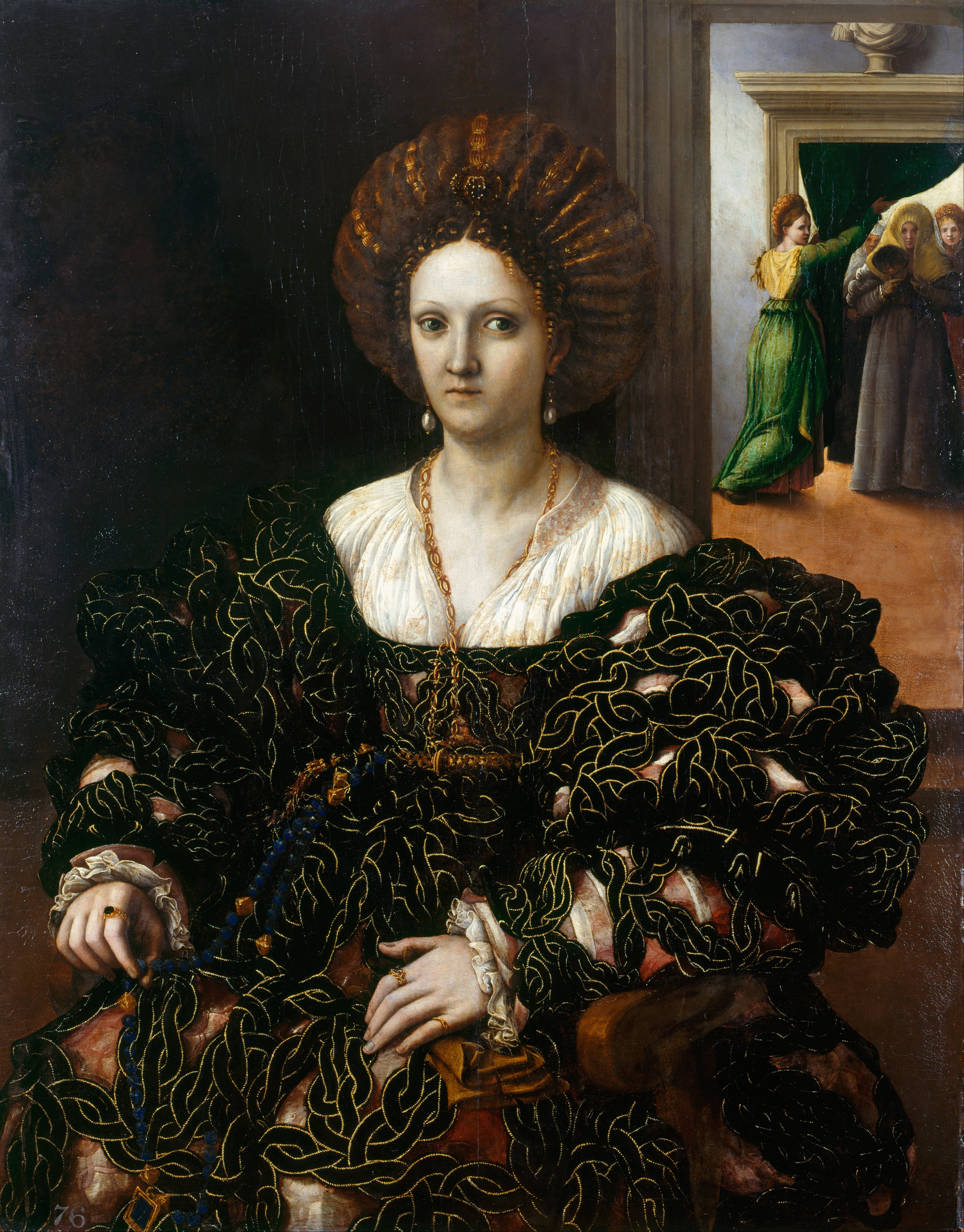
ジュリオ・ロマーノ『マルゲリータ・パレオロガの肖像』1531年 ロイヤル・コレクション所蔵
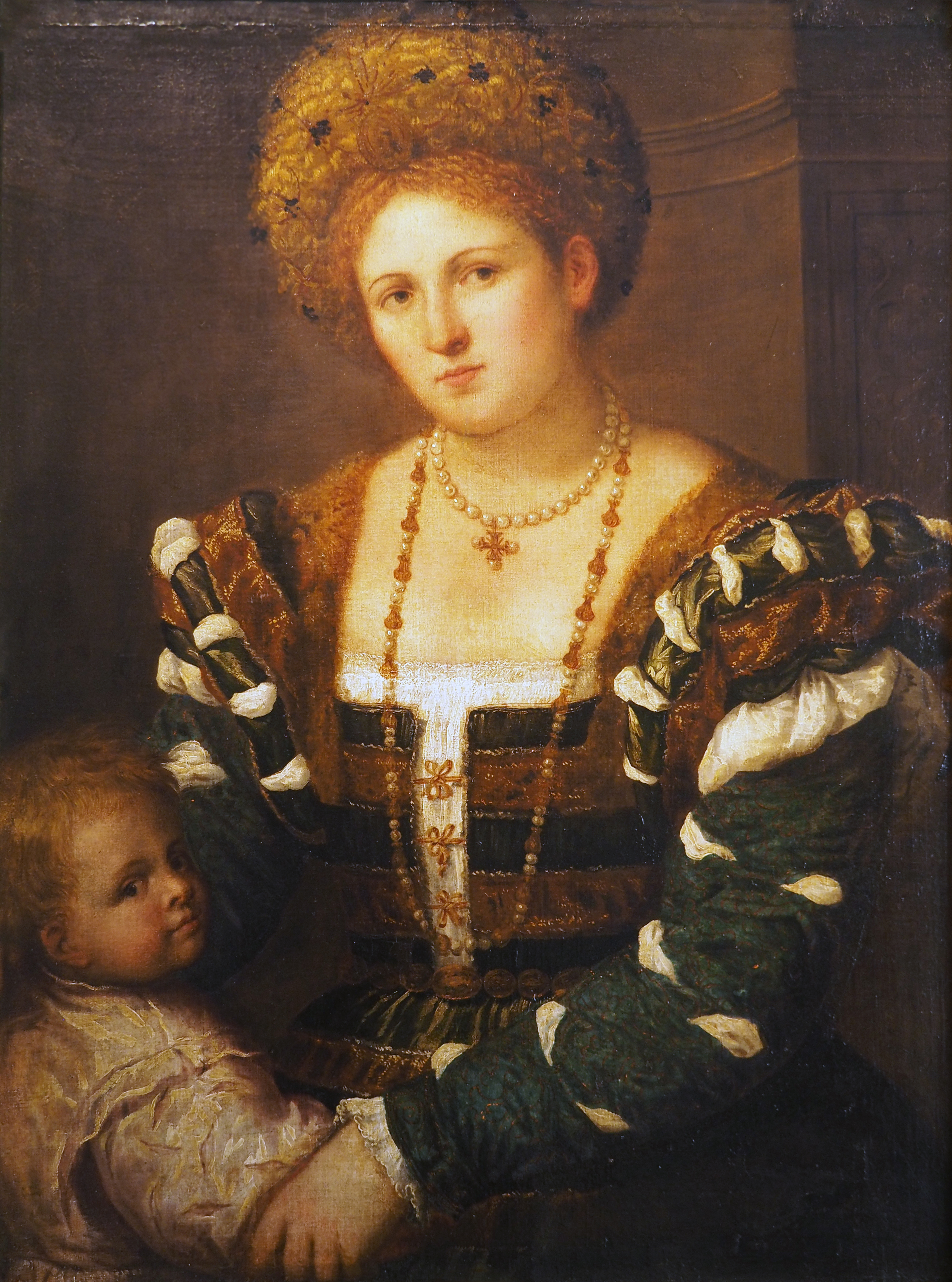
パリス・ボルドーネ『息子を抱く女性の肖像』1530年代半ば エルミタージュ美術館所蔵